# Staurostichus tenuicornis
Staurostichus tenuicornis är en tvåvingeart som först beskrevs av Macquart 1846.  Staurostichus tenuicornis ingår i släktet Staurostichus och familjen svävflugor. Inga underarter finns listade i Catalogue of Life.